# Департмани Боливије
Боливија је унитарна држава која се састоји од девет департмана. Одељења су примарне јединице Боливије и поседују одређена права према Уставу Боливије. Свако одељење је представљено у Вишенационалној законодавној скупштини — дводомном законодавном телу које се састоји од Сената и Представничког дома. Свако одељење представљају четири сенатора, док се заменици додељују сваком одељењу сразмерно њиховој укупној популацији.
Од девет департмана, Ла Паз је првобитно био најнасељенији, са 2.706.351 становником од 2012. године, али га је далекоисточни департман Санта Круз од тада надмашио до 2020. године; Санта Круз такође тврди да је највећи, који обухвата 370.621 km2 (143.098 sq mi). Пандо је најмање насељен, са 110.436 становника. Најмања по површини је Тарија, која обухвата 37.623 km2 (14.526 sq mi).

## Списак департмана Боливије
| № | Застава | Грб | Департман                      | Главни град | Површина  | Становништво 2020 | Званични језик                |
| - | ------- | --- | ------------------------------ | ----------- | --------- | ----------------- | ----------------------------- |
| 1 |         |     | Бени                           | Тринидад    | 213.564   | 480.308           | шпански, мошењо               |
| 2 |         |     | Кочабамба                      | Кочабамба   | 55.631    | 2.028.639         | шпански, кечуански            |
| 3 |         |     | Ла Паз                         | Ла Паз      | 133.985   | 2.926.996         | шпански, кечуански и ајмарски |
| 4 |         |     | Оруро                          | Оруро       | 53.558    | 551.116           | шпански                       |
| 5 |         |     | Пандо                          | Кобија      | 63.827    | 154.355           | шпански                       |
| 6 |         |     | Потоси                         | Потоси      | 118.218   | 901.555           | шпански, кечуански            |
| 7 |         |     | Санта Круз                     | Санта Круз  | 370.621   | 3.370.059         | шпански, гварани              |
| 8 |         |     | Тариха                         | Тариха      | 37.623    | 583.330           | шпански                       |
| 9 |         |     | Чукисака                       | Сукре       | 51.524    | 637.013           | шпански, кечуански            |
| - |         |     | Вишенационална Држава Боливија | Сукре       | 1.098.581 | 11.633.341        | шпански, кечуански и ајмарски |

Сваки од ових департмана подељен је на покрајине (шп. provincias).

### Бивши департмани
| Застава | Департман | Главни град | Највећи град | Популација    | Област km²       | Судбина             |
| ------- | --------- | ----------- | ------------ | ------------- | ---------------- | ------------------- |
|         | Литорал   | Антофагаста | Антофагаста  | 15.000 (1879) | 154.393 (59.611) | Инкорпориран у Чиле |